# Eleocharis blakeana
Eleocharis blakeana är en halvgräsart som beskrevs av Lawrence Alexander Sidney Johnson och O.D.Evans. Eleocharis blakeana ingår i släktet småsäv, och familjen halvgräs. Inga underarter finns listade i Catalogue of Life.